# Walther Simmer
Walther Simmer (* 8. Juli 1888 in Wien; † 8. März 1986 in Kufstein) war ein österreichischer Ingenieur und Erfinder des Simmerrings.

## Ausbildung und Studium
Seine ersten Tätigkeiten bezüglich maschineller Einrichtungen begannen im Elektrizitätswerk von Wolkenstein in Gröden. Danach ging er nach München zur Fabrik Weiffenbach, die pyrotechnische Produkte herstellte. Am damaligen Technikum Mittweida studierte er die Fächer Elektrotechnik und Maschinenbau. Danach arbeitete er als Ingenieur der Bayerischen Überlandzentrale A.G. Haidhof bis zum Ende des Ersten Weltkriegs.

## Entwicklung der Wellendichtung
Im Jahre 1919 begannen seine erfolgreichen Arbeiten in der Lederfabrik Carl Freudenberg in Weinheim. In der Fabrik war er an der Entwicklung einer Lederspaltmaschine beteiligt. In dieser Spaltmaschine wurden Felle von Ochsen gespalten, die in einem vorherigen Arbeitsgang mit einer Salzlauge für die weitere Verarbeitung vorbereitet wurden. Dabei zeigte sich das Problem der Abdichtung der Kugellager an der Maschine, die durch mangelhafte Abdichtungen der Lager durch Filzringe zerstört wurden.
Es gab zwar Lederdichtungen aus den USA, die bessere Abdichtungseigenschaften bei Pumpenstößeln zeigten, die aber importiert werden mussten und eine finanzielle Belastung darstellten. Durch eingehende Versuche mit Chromleder in einem Manschettenring, der in einen Blechgehäusering eingebettet wurde, und mittels einer Schraubenzugfeder gegen die Arbeitswelle der Maschine gedrückt wurde, konnte die hinreichende Dichtigkeit und Standzeit erreicht werden. Im Jahre 1929 konnte die erste Version einer neuen Dichtung abgeschlossen werden. Durch eine spezielle Behandlung des eingesetzten Chromleders konnten die Dichtringe weiter verbessert werden.

## Einsatz neuer Materialien und verbesserte Produktion
Bald setzte sich seine Erfindung auch in der Autoindustrie durch, so dass die Ölspuren von geparkten Personenkraftwagen bald der Vergangenheit angehörten. Im Jahre 1936 wurde das Chromleder von dem neuen Werkstoff Buna abgelöst. Zwei Jahre später konnte er mit dem Werkstoff Perbunan eine noch bessere Standzeit erreichen. Weiterhin konnte Simmer den Verarbeitungsprozess des Grundmaterials Kautschuk verbessern, wodurch sich der Produktionsaufwand um vier Fünftel reduzierte.
Diese Erfindung ging in die Technikgeschichte unter dem Namen Simmerring ein und fand nach DIN 3760 die Normbezeichnung Radial-Wellendichtring (Wellendichtring).

## Rückkehr nach Tirol
Nach dem Zweiten Weltkrieg kehrte er in seine Heimat zurück und kaufte ein Grundstück bei Kufstein. Im Mai 1950 gründete er das Unternehmen Simmerwerke W. Simmer KG. Bis 1970 produzierte Simmer in dem Werk etwa 60 Millionen Simmerringe. Wegen seiner Verdienste verlieh ihm im Jahre 1978 der österreichische Bundespräsident Rudolf Kirchschläger den Titel eines Professors. Obwohl er sich etwa Mitte der sechziger Jahre aus der unmittelbaren Tätigkeit im Werk zurückzog, beeinflusste er die weitere Entwicklung seines Unternehmens bis zum Jahre 1985, als sein Unternehmen von der Firma Carl Freudenberg Weinheim übernommen wurde.

## Ehrungen
- 1962: Titel Technischer Rat
- 1968: Verdienstkreuz des Landes Tirol
- 1973: Tiroler Erfinderpreis
- 1978: Titel Professor